# Henriette Avram
Henriette Regina Davidson Avram, född 7 oktober 1919 i Manhattan, död 22 april 2006, var en amerikansk programmerare. Hon utvecklade MARC, en standard för bibliografiska data som kom att användas i bibliotek världen över.
Den unga Avram ville bli läkare och läste två års förberedande kurser vid Hunter College, men lämnade universitetet efter giftermålet. Efter att familjen flyttade till Washington skaffade hon istället en utbildning i matematik från George Washington University. Hon arbetade en period för National Security Agency där hon lärde sig programmering samt för mjukvaruföretaget Datatrol innan hon 1965 anställdes vid USA:s kongressbibliotek. Där blev hon ansvarig för ett pilotprojekt för att konvertera de traditionella kortkatalogerna till maskinläsbar data. År 1969 började man skicka ut magnetband med bibliografiska uppgifter till landets bibliotek. MARC blev en internationell standard 1973. Avram pensionerades från Kongressbiblioteket 1992.
Hon var gift med Herbert Mois Avram; de hade barnen Marcie, Lloyd och Jay. Makarna Avram är gravsatta på Arlingtonkyrkogården.